# Europace
EP - Europace (The European Journal of Pacing, Arrhythmias and Cardiac Electrophysiology) è una rivista medica di cardiologia peer-reviewed che pubblica mensilmente articoli sulla diagnosi, il trattamento e la fisiopatolgia delle aritmie cardiache; è l'organo ufficiale della European Society of Cardiology e della European Heart Rhythm Association. La rivista è indicizzata in Current Contents, EMBASE, MEDLINE, Science Citation Index e Scopus. Il suo impact factor nel 2012 è stato di 2.765, nel 2013 è aumentato raggiungendo 3.050.